# فرشاد علیزاده
فرشاد علیزاده (زادهٔ ۱۹ شهریور ۱۳۶۴) کشتی‌گیر پیشین ایرانی در دستهٔ ۸۴ کیلوگرم کشتی فرنگی است. او مدال برنز مسابقات قهرمانی کشتی جهان ۲۰۰۹، مدال طلای قهرمانی آسیا ۲۰۰۹ و نیز مدال برنز بازی‌های آسیایی ۲۰۱۰ را کسب کرده‌است. علیزاده همچنین ملی‌پوش دستهٔ ۸۴ کیلوگرم ایران در المپیک ۲۰۰۸ پکن بود.